# Gaig de bardissa ultramarí
El gaig de bardissa ultramarí (Aphelocoma ultramarina) és una espècie d'ocell de la família dels còrvids (Corvidae).

## Descripció
És un ocell de grandària mitjana a gran, pesa uns 120 g. El seu cap és de color blau, la seva esquena és grisa i les seves ales i cua són blaves, pit i zones inferiors grises. Els sexes són similars pel que fa a la seva morfologia, i els exemplars joves només es diferencien que la seva coloració blava és més clara. El seu iris és marró i les seves potes negres. És fàcil distingir per la seu coll i pits que són d'un sol to i que la seva esquena té menys contrast amb el to de les seves ales i cap.

## Distribució i hàbitat
És un endemisme mexicà que habita en boscos temperats muntanyencs de l'estat de Colima, nord de Michoacán, nord de l'estat de Morelos, estat de Puebla i oest de Veracruz.

## Sistemàtica
El 2011 l'AOU (per les seves sigles de l'anglès: American Ornithologists' Union Check-list Committee) basant-se en diferències fenotípiques, en plomatge i morfologia, milions d'anys de divergència genètica i aïllament sense evidència d'entrecreuament de poblacions, es van separar les espècies del gaig de bardissa ultramarí (A. ultramarina) del gaig de bardissa de Mèxic (A. wollweberi).